# Motavita
Motavita, cuyo nombre colonial es Santa Cruz de Motavita, es un municipio colombiano ubicado en la provincia del Centro del departamento de Boyacá. Se ubica a una distancia de 8,5 km de Tunja.

## Toponimia
El topónimo Motavita, en muysc cubun (idioma muisca) significa, según algunos autores, «baño de la labranza de la punta», y según otros, «terminación de la oscuridad».

## Medios de Comunicación
La emisora La Sonora 106.6 f.m.  es una estación de radio comunitaria de este municipio, por su cercanía con la ciudad de Tunja brinda cubrimiento a un pequeño sector de la capital boyacense. Su programación se enfoca en el servicio al campesino y habitante de las zonas rurales del municipio. Su programación incluye géneros populares e instrumental colombiano. Actualmente, esta emisora comunitaria pertenece a la asociación jóvenes de Motavita.

## Geografía

### Descripción física
El área urbana del Municipio se encuentra sobre una meseta, pero la mayor parte del territorio está sobre una parte inclinada y montañosa que fluctúa de 2.690 m s. n. m., en el sector de San Ricardo, vereda de Carbonera; hasta los 3.240 m s. n. m. en el sitio «La Caseta», vereda de Sote Panelas. La temperatura oscila entre 11,4 °C, la mínima mensual y máxima de 14.7 °C anual.

### Hidrografía
El municipio posee una red hídrica escasa representada en quebradas de bajo caudal, a nivel general se destacan: quebrada Fusachá, quebrada El Infierno, quebrada Piedra Colgante, quebrada Honda, quebrada Puertas, quebrada La Chorrera, quebrada Corralejas, Río y Río La Vega.,
A partir de la carrera 16C hacia el occidente en la comuna 2 de Tunja, (zonas del Barrio San Rafael y Altos de San Diego) y de la Carrera 13 hacia el norte, forman parte de la vereda El Salvial, y experimentan un rápido crecimiento demográfico debido a la expansión de la ciudad. Numerosas construcciones se planifican en la zona debido a las imponentes panorámicas desde la zona. La zonas aledañas al barrio Dona Limbania son parte de la vereda Centro del municipio. Cabe resaltar que predios de la Uptc también se encuentran en el municipio.

## Historia

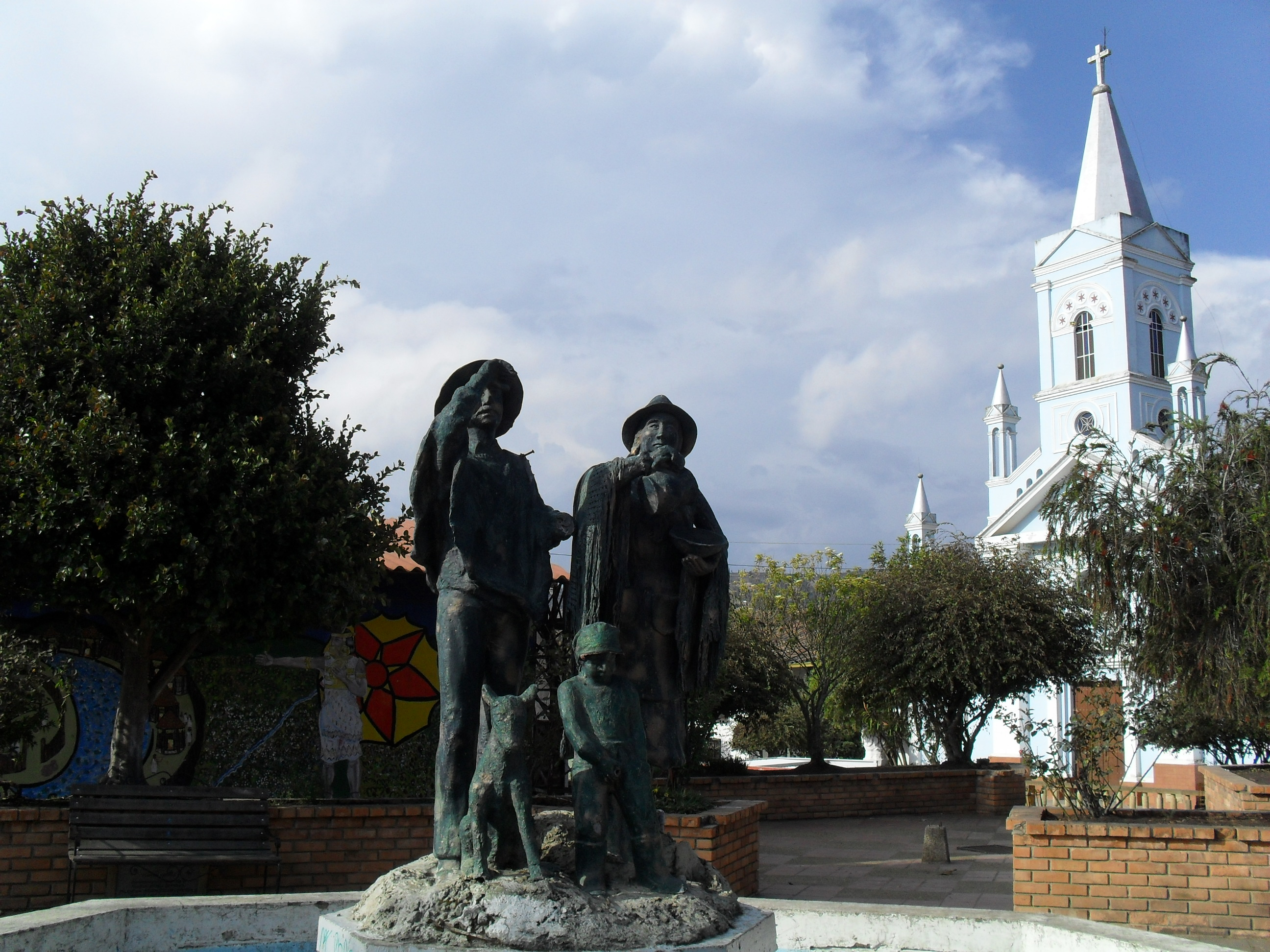
Parque principal de Motavita.

En la época precolombina, el territorio del actual municipio de Motavita estuvo habitado por los indígenas motavitas, del pueblo muisca. Los motavitas eran tributarios del Zaque de Hunza (actual Tunja), quien tenía en Motavita uno de sus lugares de descanso. Cuando el Zaque visitaba Motavita, se levantaban quince bohíos a lo largo del recorrido, y el camino se cubría con mantas de vistosos colores. El Zaque salía del palacio de Hunza, ubicado en donde actualmente está el convento de San Agustín; iba cargado en andas, y hacía estaciones en cada uno de los bohíos, que servían como ermitas o adoratorios. El viaje de ida, así como el de regreso, duraba aproximadamente quince días, pues en cada parada se hacían fiestas y competencias de carreras deportivas. El cacique de Motavita, junto con su corte, recibía al Zaque a orillas del riachuelo actualmente llamado Teta de Agua.
Luego de la Conquista española de la provincia de Tunja, en 1560 se asignó a don Pedro Rodríguez de Salamanca como encomendero de Motavita. Ese año, Mateo Sánchez envió a 500 indígenas a trabajar a las minas de sal, entre ellos, a 70 de Motavita. En 1571 el cargo de encomendero pasó a don Juan Ruiz Cabeza de Vaca. El 7 de octubre de 1776, el Arzobispo de Santafé de Bogotá, doctor Agustín de Alvarado y Castillo, por petición de los motavitenses, dictó Decreto constituyendo el poblado de Santa Cruz de Motavita en parroquia, asignando como evangelizador a fray Juan Pérez. El Decreto fue leído ese domingo, después de la misa mayor, en presencia del pueblo.

## Economía
En la economía de Motavita se destaca la agricultura, representada en la papa, el trigo, el maíz y la arveja.
La ganadería se centra principalmente en el sector vacuno, porcino y ovino.
También se desarrolla la minería, el comercio y la industria láctea.